# Иден, Чарльз
Чарльз Иден (англ. Charles Eden; 1673 — 26 марта 1722) — британский политик, колониальный губернатор Северной Каролины (с 1714 года).

## Биография
Происходил из дворянской семьи Иденов, но о большей части его жизни ничего неизвестно. В мае 1714 года он был назначен губернатором Северной Каролины. В январе 1715 года он отправил армию в помощь жителям Южной Каролины, которые вела войну с индейцами, завершившуюся победой колониальных войск.
В качестве губернатора он успешно управлял колонией, обеспечивая рост городов. Помимо этого во время его губернаторства были приняты ряд законов, повлиявшие на экономическую и общественную жизнь колонии.
В июне 1718 года даровал помилование известному пирату Чёрной Бороде и оставшейся части его команды. Вернувшись к пиратству Чёрная Борода захватил два французских корабля с грузом сахара на борту; 60 хогсхедов получил Иден, что отразилось на его репутации, как сообщника пиратов.
Скончался 26 марта 1722 года в своём имении в Иден-Хаусе.